# Нові Омельники
Нові Оме́льники (рос. Новые Омельники, башк. Яңы Омельники) — присілок у складі Міякинського району Башкортостану, Росія. Входить до складу Сатиєвської сільської ради.
Населення — 64 особи (2010; 64 в 2002).
Національний склад:
- росіяни — 69 %